# Whitechapel Bell Foundry

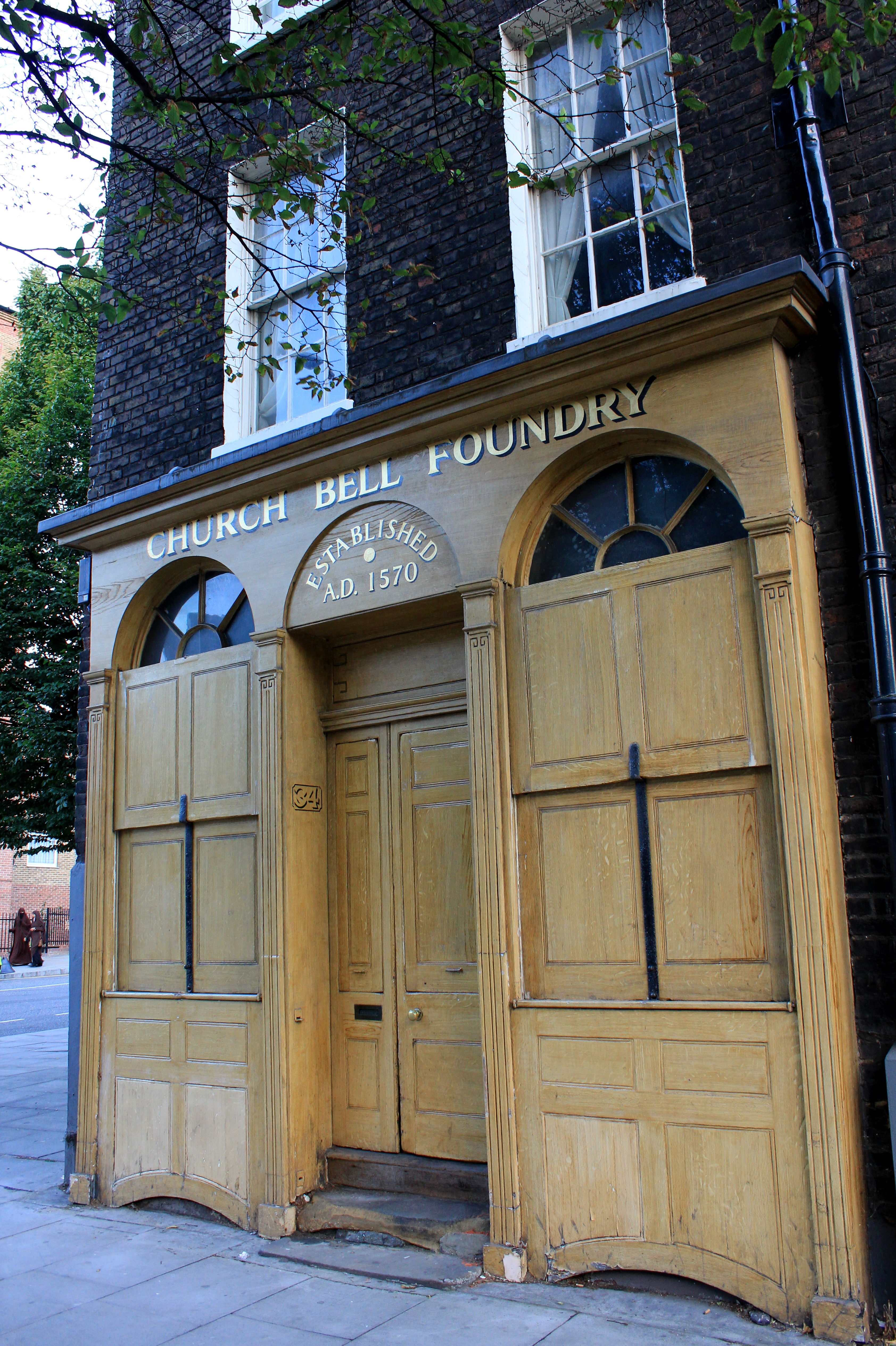
Whitechapel Bell Foundry, London

Die Glockengießerei Whitechapel Bell Foundry entstand um 1570 und folgte auf Betriebe, die seit dem 15. Jahrhundert an der Whitechapel Road im East End von London Glocken herstellten. Sie galt als die älteste Glockengießerei in England. Das Unternehmen trug vom 19. Jahrhundert bis 1968 den Namen Mears & Stainbank und firmierte seither als Gießerei Whitechapel.
Das Unternehmen ist seit Anfang des 20. Jahrhunderts im Eigentum der Familie Hughes. Leiterin des Unternehmens ist Kathryn Hughes. Die Manufaktur stellt neben Glocken auch Glockenspiele, Carillons und Handglocken her.
Whitechapel produzierte einige berühmte Glocken wie die Liberty Bell (Unabhängigkeitsglocke), gegossen 1752 für die Independence Hall in Philadelphia, und deren Nachfolgerin zum zweihundertjährigen Jubiläum der Unabhängigkeit der USA im Jahre 1976. Die große Glocke Big Ben auf dem Turm des Palace of Westminster entstand 1858 und ist mit mehr als 13 Tonnen Gewicht die größte je in Whitechapel gegossene Glocke. Nach dem Zweiten Weltkrieg lieferte die Gießerei unter anderem Glocken für die National Cathedral in Washington, D.C. und für die Liverpool Cathedral.
Im Mai 2017 wurde das Unternehmen geschlossen. Die London Bell Foundry strebt an, die Gießerei zu erwerben und wiederzubeleben.